# 9767 Midsomer Norton
A 9767 Midsomer Norton (ideiglenes jelöléssel 1992 EB1) egy kisbolygó a Naprendszerben. D. I. Steel fedezte fel 1992. március 10-én.